# DINOSOUL -BEST OF TRICERATOPS-
『DINOSOUL -BEST OF TRICERATOPS-』（ダイナソウル ベスト・オブ・トライセラトップス）は、2012年7月18日にtearbridge recordsから発売された日本のロックバンド、TRICERATOPSのベスト・アルバム。

## 内容
前作『LOVE IS LIVE』から7か月ぶりの今作はデビュー15周年を記念して発売されたオールタイムベストであり、メンバーが選曲。
発売形態は初回生産限定盤と通常盤の2つ。初回生産限定盤はジャケットサイズが7インチの紙ジャケ仕様となっており、CDには新曲が1曲収録されている。また、どちらにも過去のミュージック・ビデオを収録したDVDが付属。

## 収録曲

### Disc 1：CD
（全曲、作詞・作曲：和田唱、編曲：TRICERATOPS）
1. Fever
6枚目のシングル。
2. Guatemala
7枚目のシングル。ベストアルバムに収録されるのは初。
3. Going To The Moon
8枚目のシングル。
4. if
9枚目のシングル。
5. 2020
15枚目のシングル。
6. Rock Music
18枚目のシングル。
7. Jewel
19枚目のシングル。
8. 僕らの一歩
23枚目のシングル。
9. トランスフォーマー
21枚目のシングル。
10. Walk In The Park
アルバム「LEVEL 32」収録曲。ベストアルバムに収録されるのは初。
11. Loony's Anthem
25枚目のシングル。ベストアルバムに収録されるのは初。
12. シラフの月
アルバム「MADE IN LOVE」収録曲。ベストアルバムに収録されるのは初。
13. Forever
アルバム「MADE IN LOVE」収録曲。ベストアルバムに収録されるのは初。
14. I Go Wild
26枚目のシングル。ベストアルバムに収録されるのは初。
15. Happy Saddy Mountain
アルバム「WE ARE ONE」収録曲。ベストアルバムに収録されるのは初。
16. Startin' Lovin' (with May J.)
アルバム「WE ARE ONE」収録曲。ベストアルバムに収録されるのは初。
17. ハートとダイヤのマグカップ
新曲。初回生産限定盤のみに収録。
曲自体は、発売前の2009年に出演した『お台場合衆国』内の「めざましLIVE」などで既に披露されていた。

### Disc 2：DVD
1. Raspberry
2. ロケットに乗って
3. Mascara & Mascaras
4. Gothic Ring
5. Fever
6. if
7. Groove Walk
8. Fall Again
9. Believe the Light (with LISA)
TRICERATOPS with LISA名義。初DVD化。
10. Tattoo
11. Rock Music
12. 赤いゴーカート
13. The Captain
14. トランスフォーマー
15. 僕らの一歩
16. Warp
初DVD化。
17. Future Folder
18. Loony's Anthem
19. Made In Love
20. I Go Wild
21. Startin' Lovin' (with May J.)
初DVD化。